# Anastassija Jurjewna Prokopenko
Anastassija Jurjewna Prokopenko (russisch Анастасия Юрьевна Прокопенко, englische Transkription Anastasia Prokopenko; * 17. Mai 1986 in der Region Krasnojarsk, Russische SFSR, UdSSR) ist eine russische Badmintonspielerin.

## Karriere
Anastassija Prokopenko begann 1995 in Moskau mit ihrem Sport. Sie gewann 2005 Bronze bei der Junioren-Europameisterschaft. 2006 siegte die bei den Lithuanian International, 2008 bei den Romanian International und den Hungarian International. 2010 war sie bei den Polish Open erfolgreich. 2011 konnte sie die Denmark International gewinnen.
Sie wohnt in Moskau.